# Голос Исламской республики Иран
«Го́лос Исла́мской респу́блики Ира́н», сокр. ГИРИ (перс. صدا و سيمای جمهوری اسلامی ايران‎ / Sedā va Simāye Jomhūrīye Eslāmīye Īrān; англ. Islamic Republic of Iran Broadcasting, сокр. IRIB) — государственная телерадиокомпания Исламской Республики Иран, монополизирующая радио- и телевещание в Иране. Является одной из крупнейших медиа-организаций в Азии, полноправный член Азиатско-тихоокеанского вещательного союза, ассоциированный член Европейского вещательного союза.
Был основан в 1979 году после Исламской революции в Иране и заменил национальную медиа-организацию времен Пехлеви — Иранское национальное радио и телевидение. Основателем и владельцем IRIB является правительство Исламской республики Иран, но организация де-факто от него независима. Тем не менее, его главу непосредственно назначает Высший руководитель Ирана.
IRIB имеет филиалы и представительства в более чем двадцати странах, таких как Россия, США, Великобритания, Франция, Германия, Италия, Испания, Бельгия, Турция, Индия, Малайзия. Общий годовой бюджет IRIB составляет около одного миллиарда долларов США.

## История
Телевидение появилось на территории Ирана в 1958 году. 3 октября того года впервые начало вещание первый иранский и персоязычный телеканал — Televisione Melli (Национальное телевидение), который ныне известен как IRIB TV1. Радио появилось в Иране гораздо раньше, в 1926 году, когда Министерство почты, телеграфа и телефона Шаханшахского Государства Иран запустило вещание первой иранской и персоязычной радиостанции Radio Tehran («Радио Тегерана»).
В октябре 1966 года надзор над телевидением и радио Ирана было передано от Министерства почты, телеграфа и телефона новообразованной организации, «Иранское национальное радио и телевидение» (ИНРТ). В 1979 году, после Исламской революции в Иране, новыми властями Ирана было решено упразднить ИНРТ и основать ВИРИ (IRIB) — «Голос Исламской республики Иран». В том же году была налажена трансляция второго в истории Ирана телеканала — IRIB TV2. В 1994 году был открыт третий по счёту телеканал ВИРИ — IRIB TV3. В последующие годы один за другим были открыты более двадцати телеканалов, в том числе международных. В настоящее время IRIB является одной из крупнейших медиа-организаций в исламском мире, на Ближнем Востоке и в Азии.
Вещание на русском языке иранское радио начало в 1946 году из Тебриза, а через год эти передачи стали вестись из Тегерана.

## Вещание

### Телевизионное вещание
У IRIB имеется около тридцати общенациональных и международных телеканалов, которые вещают не только на всей территории Ирана, но и во всём мире.

#### Национальное телевещание
По состоянию на июнь 2017 года, у IRIB имеется двадцать общенациональных телеканалов, которые предназначены прежде всего для жителей Ирана. Данные телеканалы также доступны для просмотра и за пределами Ирана через спутниковое и кабельное телевидение, также через интернет.
| Название           | Тематика                                      | Дата начала вещания   | Язык                                               |
| ------------------ | --------------------------------------------- | --------------------- | -------------------------------------------------- |
| IRIB TV1           | универсальный                                 | 3 октября 1958 года   | полностью персидский                               |
| IRIB TV2           | универсальный                                 | 1979 год              | полностью персидский                               |
| IRIB TV3           | молодёжный, развлекательный, футбольный       | 4 декабря 1994 года   | полностью персидский                               |
| IRIB TV4           | образовательный                               | 12 апреля 1996 года   | полностью персидский                               |
| IRIB TV5           | экономический, бизнес                         | 26 ноября 1995 года   | полностью персидский                               |
| IRIB Quran         | религиозный, образовательный, культурный      | 3 октября 2005 года   | в основном персидский, реже арабский               |
| IRIB Amoozesh      | образовательный, познавательный               | 15 октября 2002 года  | полностью персидский                               |
| IRIB Varzesh       | спортивный                                    | 18 июля 2012 года     | полностью персидский                               |
| IRIB Salamat       | здоровье, образовательный                     | 26 сентября 2012 года | полностью персидский                               |
| IRIB Pooya & Nahal | детский                                       | 18 июля 2012 года     | полностью персидский                               |
| IRIB Ofogh         | образовательный, исторический, религиозный    | 3 июня 2014 года      | полностью персидский                               |
| IRIB Shoma         | познавательный                                | 20 июля 2011 года     | в основном персидский, реже курдский               |
| IRIB Mostanad      | исторический, образовательный, документальный | 6 октября 2009 года   | полностью персидский                               |
| IRIB Nasim         | развлекательный                               | 17 сентября 2013 года | полностью персидский                               |
| IRIB Tamasha       | развлекательный, фильмы, сериалы              | 13 февраля 2013 года  | полностью персидский                               |
| IRIB Namayesh      | фильмы, сериалы                               | 25 января 2012 года   | полностью персидский                               |
| IRIB HD            | универсальный                                 | 15 июня 2014 года     | полностью персидский                               |
| IFilm              | фильмы                                        | 9 сентября 2010 года  | в основном персидский, также арабский              |
| IRINN              | новостной                                     | 24 октября 1999 года  | в основном персидский, также арабский и английский |
| Jame Jam TV        | универсальный                                 | 16 декабря 1997 года  | полностью персидский                               |

#### Международное телевещение
У IRIB имеется несколько международных телеканалов, предназначенных для жителей за пределами Ирана. Почти все эти телеканалы вещают на нескольких языках. Основная тематика международных телеканалов IRIB — новости.
| Название    | Тематика                  | Дата начала вещания  | Язык |
| ----------- | ------------------------- | -------------------- | --- |
| IRINN       | новостной, информационный | 24 октября 1999 года | в основном персидский, также арабский и английский                                                           |
| PressTV     | новостной, информационный | 8 июля 2007 года     | в основном английский, реже персидский                                                                       |
| HispanTV    | новостной, информационный | 21 декабря 2011 года | полностью испанский                                                                                          |
| Al-Alam     | новостной, информационный | 23 февраля 2003 года | полностью арабский                                                                                           |
| Al-Kawthar  | новостной, информационный | январь 2006 года     | полностью арабский                                                                                           |
| IFilm       | фильмы                    | 9 сентября 2010 года | в основном персидский, также арабский                                                                        |
| Sahar TV    | универсальный             | 16 декабря 1997 года | в основном персидский, также английский, французский, арабский, азербайджанский, курдский, урду и боснийский |
| Jame Jam TV | универсальный             | 16 декабря 1997 года | полностью персидский                                                                                         |

#### Региональные телеканалы IRIB
У IRIB имеются региональные телеканалы в каждом остане (провинции) Ирана. В некоторых останах страны вещают сразу несколько таких телеканалов. Региональные телеканалы IRIB: Abadan TV, Aftab TV, Azerbaijan TV, Atrak TV, Alborz TV, Aflak TV, Baran TV, Bushehr TV, Dena TV, Eshragh TV, Fars TV, Golestan TV, Hamedan TV, Hamoon TV, Isfahan TV, Jahanbin TV, Kerman TV, Khalije Fars TV, Khavaran TV, Khorasan Razavi TV, Khuzestan TV, Kish TV, Kurdistan TV, Mahabad TV, Noor TV, Qazvin TV, Sabalan TV, Sahand TV, Semnan TV, Taban TV, Tabarestan TV, Zagros TV, Tehran TV.
Некоторые региональные телеканалы IRIB помимо персидского также вещают на тех языках остана, которые имеют там распространение. К примеру, региональные телеканалы Azerbaijan TV, Sahand TV, Eshragh TV, Sabalan TV, вещающие на территориях останов Восточный Азербайджан, Западный Азербайджан, Ардебиль и Зенджан, кроме персидского также вещают на азербайджанском и курдском языках, региональные телеканалы Khuzestan TV, Abadan TV, Khalije Fars TV помимо персидского также вещают на арабском языке, Kurdistan TV помимо персидского также вещает на курдском, Golestan TV помимо персидского на туркменском.

### Радиовещание
По состоянию на 2017 год в Иране 12 национальных и 37 провинциальных государственных радиостанций, которые вещают на всей территории Ирана, а также Иновещание, которое с 2016 года называется World Service Pars Today. Наиболее крупные радиостанции IRIB: Radio Melli (Национальное радио), Radio Quran (Коран), Radio Farhang (Культура), Radio Javan (Молодёжь), Radio Varzesh (Спорт), Radio Sedae Ashena (Попутный голос), Radio Maaref (Знание), Radio Payam (Послание), Radio Salamat (Здоровье), Radio Tejarat (Бизнес), Radio Alborz (Эльбурс), Radio Goftegoo (Общение), Radio Hava (Воздух), Radio Nava (Музыка). Также у IRIB имеются региональные радиостанции, вещающие в выделенном ей остане (провинции) Ирана. Самая крупная региональная радиостанция Ирана — Radio Tehran (Тегеранское радио), которая также является старейшей радиостанцией Ирана, вещание которой началось в 1926 году. Некоторые радиостанции Ирана также можно слушать, находясь за пределами Ирана.

## Руководство
Руководство IRIB напрямую назначается Высшим руководителем Исламской Республики Иран. Глава IRIB называется генеральным директором, иногда в некоторых СМИ именуется президентом.
| Период     | Глава IRIB                                  |
| ---------- | ------------------------------------------- |
| 1966—1979  | Реза Готби (заместитель — Махмуд Джафариан) |
| 1979       | Садек Готбзаде                              |
| 1981—1984  | Мохаммад Хойниха                            |
| 1984—1994  | Мохаммад Хашеми                             |
| 1994—2004  | Али Лариджани                               |
| 2004—2014  | Эззатоллах Заргами                          |
| 2014—2016  | Мохаммад Сарафраз                           |
| 2016—2021  | Абдулали Али-Аскари                         |
| 2021—н. в. | Пейман Джебелли                             |

## Pars Today (IRIB World Service)
У Ирана имеется крупная международная вещательная сеть и информационный портал Pars Today, которая до января 2016 года называлась IRIB World Service. Pars Today в основном информирует о новостях связанных с Ираном и соседними странами. По состоянию на июнь 2017 года, Pars Today имеет свои отдельные радиовещательные службы и новостные сайты на более чем 30 языках: албанском, английском, армянском, бенгальском, дари, иврите, индонезийском, испанском, итальянском, казахском, китайском, немецком, персидском, португальском, пушту, русском, суахили, таджикском, талышском, турецком, туркменском, узбекском, французском, хауса, хинди и японском языках. Службы на азербайджанском, боснийском, курдском и урду со временем были переданы агентству Sahar, на арабском — каналу IRIB Arabic Radio. Ранее также существовало вещание на грузинском и киргизском.

## Издания и связанные с IRIB организации
У IRIB имеется крупное издание Soroush Press, основанное в 1975 году. Soroush Press издаёт журналы Soroush Weekly (Неделя), Soroush Koodakan (Дети), Soroush Nojavan (Подростки), Soroush Javan (Молодёжь), Soroush Banovan (Девицы). Также издание занимается издательством книг различной тематики.
Официальным печатным изданием IRIB является газета «Джаам-е Джам». Также у IRIB имеется информационное агентство IRIB News Departament. С IRIB связана компания Soroush Rasaneh, которая занимается предоставлением услуг IPTV, IRIB University, которая проводит курсы по тематике СМИ, IRIB Media Trade, который является единственным представителем IRIB в распространении своих произведений (документальные фильмы, художественные фильмы, телесериалы, телефильмы передачи и мультфильмы), а также занимается приобретением иностранных и местных программ для телеканалов IRIB.

## Аудитория
Телеканалы и радиостанции IRIB вещают на всей территории Ирана, где проживает около 80 миллионов человек. Также все телеканалы и некоторые радиостанции IRIB доступны через спутниковое и кабельное телевидение, а также через Интернет для зрителей во всём мире. Наибольшую популярность телеканалы IRIB имеют среди жителей Афганистана и Таджикистана, большинство населения которых являются персоязычными. У телеканалов IRIB также имеется большая аудитория среди персоязычных жителей Ирака, Турции, Пакистана, Узбекистана, России. Также телеканалы IRIB имеют некоторую популярность среди иранских и персоязычных иммигрантов в США, Канаде Австралии, в странах Европы и Ближнего Востока, хотя с ними конкурируют частные персоязычные телеканалы, которые базируются за пределами Ирана. Кроме того, международные иноязычные (в основном на английском, арабском и испанском) телеканалы IRIB более или менее популярны в англоязычных, арабоязычных и испаноязычных странах. В общей сложности, общая численность аудитории IRIB составляет более 150 миллионов человек по всему миру.